# Morten Bech (fodboldspiller, født 1984)
 Der er flere personer med dette navn, se Morten Bech.
Morten Bech (født 18. januar 1984) er en dansk tidligere fodboldspiller og nuværende forstander på Nordsjællands Efterskole. Som fodboldspiller var hans primære position på den centrale midtbane. Hans sidste kontrakt var hos Hvidovre IF.

## Spillerkarriere

### FC Bornholm
Bech har fået det meste af sin fodboldopdragelse i Aarsballe Boldklub, der sidenhen blev en del af den bornholmske eliteoverbygning FC Bornholm. Derigennem kom han til at spille en lang række kampe som ungsenior for FC Bornholm i Kvalifikationsrækken og senere i Danmarksserien, hvor han blev trænet af Allan Kuhn og den tidligere U/21-landsholdstræner Jan B. Poulsen, hvilket fik stor betydning for hans spillemæssige tekniske og taktiske udvikling. Indsatsen som fast mand igennem næsten hele sæsonen på det fælles overbygningshold medførte i 2002 kåret til en kåring som årets fodboldspiller i barndomsklubben. I 2002 var han ydermere til prøvetræning i F.C. København, men det udløste ikke en permanent kontrakt.

### Fremad Amager
Da han i sommeren 2004 flyttede til København var han til prøvetræning i de københavnske fodboldklubber Fremad Amager og Boldklubben Frem, men valgte i sidste ende at blive amatørspiller i 1. divisionsklubben Fremad Amager med den daværende cheftræner Michele Guarini. Han nåede blot at spille en enkelt kamp på amagerkanernes reservehold i Københavnsserien før han fik sin officielle debut på førsteholdet i to pokalkampe  – den ene mod Gladsaxe-Hero Boldklub, der blev vundet med cifrene 7-2 til Fremad Amager. Morten Bechs gode indsats i pokalkampen, hvor han opnåede fuld spilletid, betød at Bech i den næste kamp fik sin divisionsdebut 11. september 2004 på udebane mod Brønshøj Boldklub efter en indskiftning 8 minutter inde i anden halvleg. Imidlertid satte en ankelskade ham ud af spillet i flere uger i efteråret 2004 samtidig med at Benny Johansen trådte til som ny cheftræner for førsteholdet. Sideløbende med fodbolden havde han et arbejde hos en af klubbens sponsorer, Making a Difference, der beskæftigede sig med idrætspsykologi.

### Ølstykke
På trods af hans hurtige tilvænning fra fodbold på danmarksserieniveau til 1. divisionsfodbold, blev han ikke stamspiller hos Fremad Amager og besluttede i sommerpausen 2005 sig derfor for at foretage et transferfrit skifte til 1. divisionskollegaerne Ølstykke FC, hvor han underskrev en professionel kontrakt. Her var det selvsamme Michele Guarini, der nu som cheftræner for Ølstykke FC, hentede ham til klubben, hvor han debuterede i den gule trøje den 7. august 2005 på udebane mod Køge Boldklub i en 1. divisionskamp og endte med at spille hele 2005/06-sæsonen for ØFC. Cheftræneren placerede Bech som den kreative spiller på den centrale midtbane med en sikker optagelse til ØFC's startopstilling. Det endte samlet med at blive til 28 optrædener for Ølstykke FC.

### Hvidovre IF (2006-2009)
I slutningen af juni 2006 satte han sin underskrift på en etårig kontrakt med 2. divisionsklubben Hvidovre IF og kombinerede i september 2006 fodbolden med et studie i idræt på August Krogh Instituttet i København. Han debuterede sammen med seks andre for HIF den 6. august 2006 i en 2. divisionskamp hjemme på Hvidovre Stadion mod Stenløse Boldklub og fik hurtigt tilspillet sig en stamplads klubbens divisionstrup. Den centrale midtbanespiller var således med på holdet, der sikrede sig oprykning til den næstbedste fodboldrække i 2006/07-sæsonen gennem en tredjeplads i divisionen og efterfølgende to oprykningskampe (kampene endte sammenlagt 0-0, men HIF vandt 1-1 efter forlænget spilletid på reglen om udebanemål) mod FC Fyn fra 2. division Vest. Som den eneste spiller deltog Morten Bech i samtlige 29 divisions-, pokal- og oprykningskampe i 2006/07-sæsonen, hvor han endvidere opnåede fuld spilletid (med undtagelse af en enkelt kamp). Bechs seneste præstationer på grønsværen blev af klubben belønnet med en kontraktforlængelse i sommerpausen 2007.

### Hellerup IK
I sommeren 2009 måtte Bech forlade Hvidovre IF, da klubben ikke ville forlænge kontrakten som et led i at reducere klubbens lønbudget i kølvandet på den økonomiske krise. Bech brugte herefter det næste år uden for fodboldbanen inden han i sommeren 2010 skrev kontrakt med 1. divisionsklubben HIK.

### Hvidovre IF (2012-)
Efter to sæsoner i Hellerup-klubben vendte Bech i 2012 tilbage til Hvidovre IF. Han stoppede i 2014. Han spillede samlet set i HIF 112 kampe og scorede 3 mål.

## Sundhedskonsulent
Bech er kandidat i idræt fra Københavns Universitet (2012). Han har desuden taget flere kurser i coaching og har efter afslutningen af sin fodboldkarriere stiftet et sundhedskonsulentfirma, BechMentality.